# Що нового, кицюню?
Що нового, кицюню? (англ. What's New Pussycat?) — американська комедія 1965 року режисера Клайва Доннера. В головних ролях — Пітер Селлерс, Пітер О'Тул і Ромі Шнайдер. Картина відома дебютом Вуді Аллена в кіно і як актора, і як сценариста. Пісня «What's New Pussycat?» композитора Берта Бакарака на вірші Гела Девіда у виконанні Тома Джонса була номінована на премію «Оскар». Фільм — один з великих голлівудських проєктів Ромі Шнайдер.

## Сюжет
Горезвісний бабій Майкл Джеймс хоче зберегти вірність своїй дівчині Керол. Як редактор одного з найбільших паризьких журналів мод, він постійно стикається з безліччю красунь. Жінки люблять Майкла, знаходячи його «при певному освітленні» дуже привабливим. Майкл просто не в змозі протистояти оточуючим спокусам. Він звертається за допомогою до психоаналітика — доктора Фрица Фассбендера. Але останній також палкий до жінок, та ще й грубо порушив лікарську етику — закохався у власну пацієнтку міс Лефевр, яка, у свою чергу, закохана в Майкла.

## У ролях
- Пітер Селлерс — доктор Фриц Фассбендер
- Пітер О'Тул — Майкл Джеймс
- Ромі Шнайдер — Керол Вернер
- Капучіне — Рене Лефевр
- Пола Прентісс — Ліз Бієн
- Вуді Аллен — Віктор Шакапопулис
- Мішель Сюбор — Філіп